# 와이즈 (기업)
와이즈(Wise; 구 트랜스퍼와이즈)는 2011년에 설립한 금융 회사이다. 실시간 환율 적용과 매우 적은 수수료로 해외 송금을 가능하게 하는 플랫폼이다. 이 회사는 스카이프의 첫 직원이었던 타베트 히링쿠스와 재무 설계사 크리스토 캐르만이 설립했다.